# Цвирко, Михаил Степанович
Михаи́л Степа́нович Цвирко (род. 1927, Белорусская ССР) — советский инженер-строитель, член коллегии Министерства энергетики и электрификации СССР. Заслуженный строитель РСФСР.

## Биография

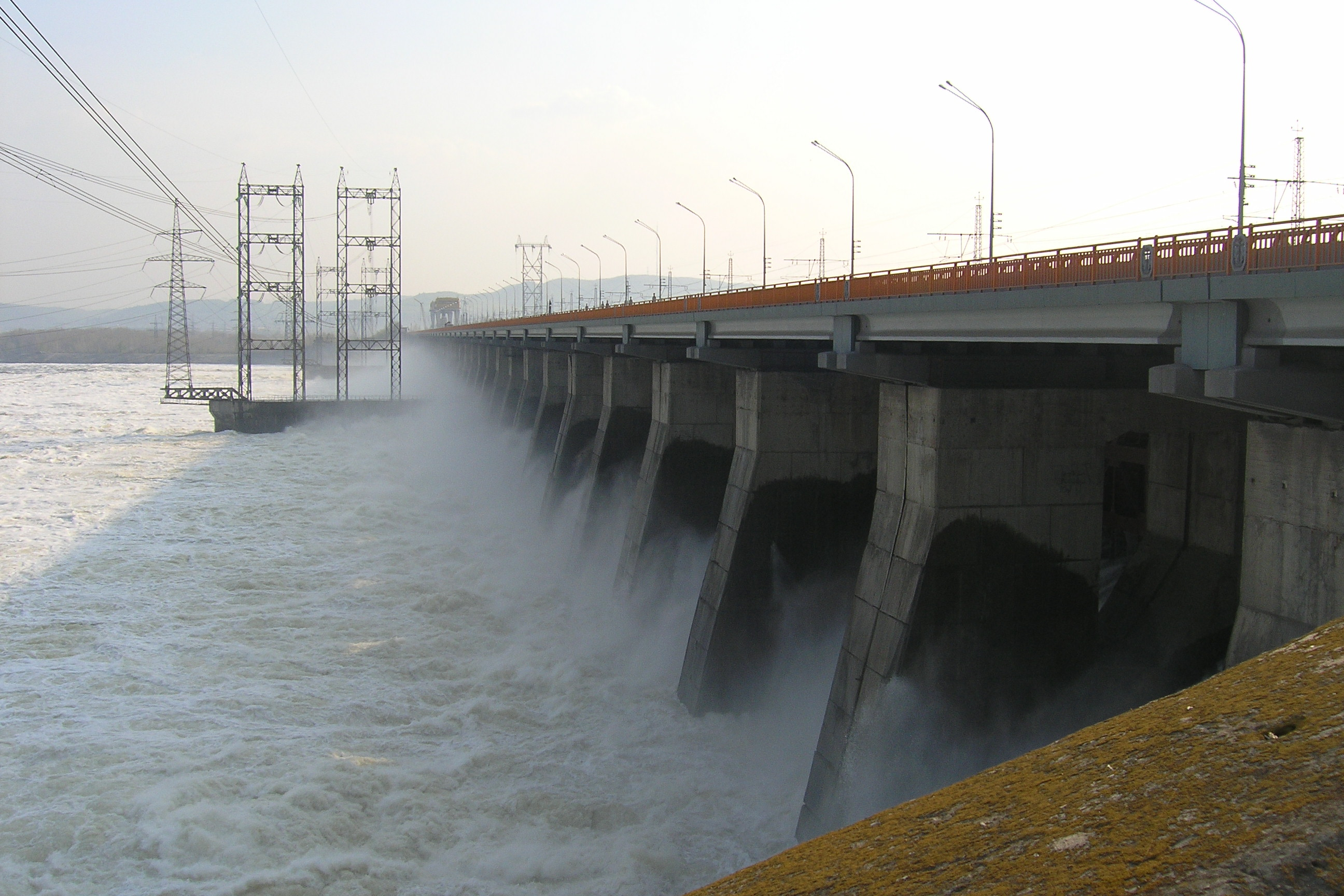
Водосливная плотина Жигулёвской ГЭС

В 1950-м году окончил Ленинградский инженерно-строительный институт. Работал прорабом, затем старшим прорабом на строительстве Цимлянской ГЭС. С 1954 года работал старшим прорабом, позднее начальником участка на строительстве водосливной плотины Куйбышевской ГЭС, затем на строительстве Тольяттинской ТЭЦ. В 1959 году возглавил СМУ-6 Куйбышевгидростроя, работал на строительстве завода «Куйбышевфосфор».
С 1966 года заместитель начальника Куйбышевгидростроя по подготовке строительства Чебоксарской ГЭС. В 1967 году возглавил трест «Автозаводстрой». Участвовал в строительстве Волжского автомобильного завода, Дворца спорта «Волгарь», жилья и объектов соцкульбыта Тольятти.

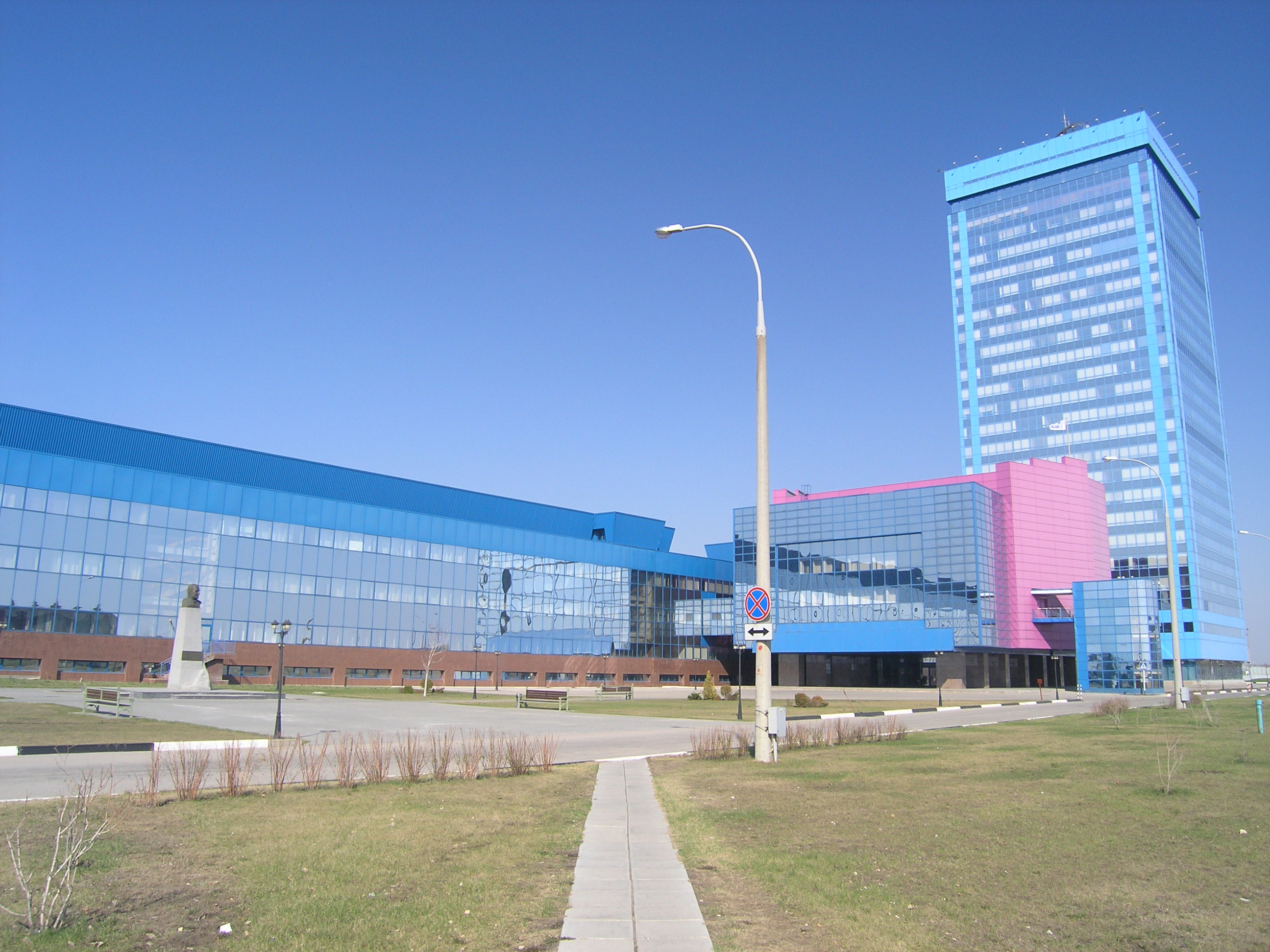
АвтоВАЗ

В 1973 году стал руководителем главка «Главзаводстрой», а в 1981 — всесоюзного строительно-монтажного объединения «Атомэнергострой».
Почётный энергетик СССР.

## Награды
- Орден «За заслуги» III степени (13 мая 2003 года, Украина) — за личный вклад в укрепление и развитие украинской-российских связей в электроэнергетической отрасли, высокий профессионализм[2]
- Два ордена Ленина;
- два ордена Трудового Красного Знамени;
- орден Дружбы народов;
- орден «Знак почёта»;
- Государственная премия СССР за архитектуру комплекса ВАЗ (1977)[3];
- Премия Совета министров СССР.